# Louisianská kreolština
Louisianská kreolština (louisianskokreolsky kréyol, francouzsky créole louisianais) je kreolský jazyk na bázi francouzštiny, kterým se mluví hlavně ve státě Louisiana v USA. Byl ovlivněn indiánskými a africkými jazyky. Vznikl, když byla Louisiana francouzská kolonie. Nejprve to byl pidžin, který poté zkreolizoval.

## Rozšíření

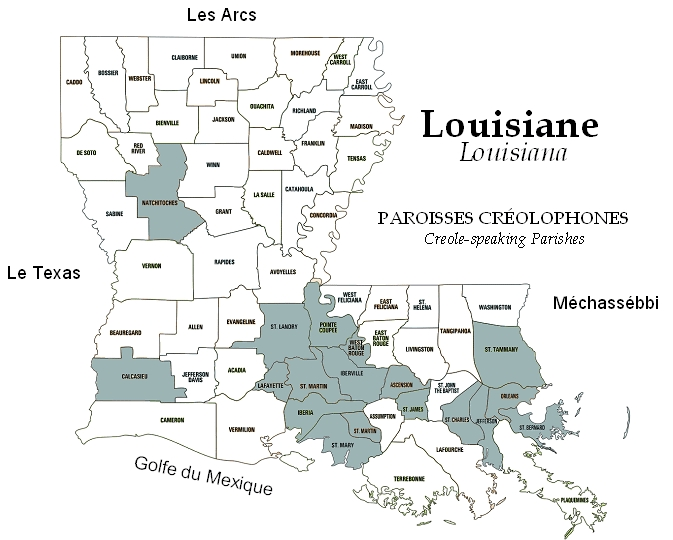
Farnosti v Louisianě, které používají jako jazyk louisianskou kreolštiny

Jazykem se mluví hlavně v jihozápadní Louisianě, mnoho mluvčích žije také ve východním Texasu (hlavně ve městech Beaumont, Houston, Galveston a Port Arthur), dále v Kalifornii (hlavně ve městech Los Angeles, San Diego a San Bernardino a v několika okresech na severu Kalifornie) a v menší míře také ve státech Illinois, Mississippi a Alabama.

## Příklady

### Číslovky
| Louisiansko-kreolsky | Česky |
| in                   | jeden |
| dé                   | dva   |
| trò                  | tři   |
| kat                  | čtyři |
| sink                 | pět   |
| sis                  | šest  |
| sèt                  | sedm  |
| wit                  | osm   |
| nèf                  | devět |
| dis                  | deset |

## Ukázky louisianské kreolštiny
V této tabulce jsou uvedeny ukázky louisianské kreolštiny, pro srovnání francouzština a český překlad.
| Louisiansko-kreolsky         | Francouzsky                                     | Česky                |
| ---------------------------- | ----------------------------------------------- | -------------------- |
| Bonjou                       | Bonjour                                         | Ahoj                 |
| Konmen lé-zafè?              | Comment vont les affaires ?                     | Jak se vede?         |
| Çé bon, mèsi. Mo bien, mèsi. | Ça va bien, merci.                              | Jsem v pohodě, díky. |
| Wa (twa) pli tar.            | Je te vois (vois-toi) plus tard. (À plus tard.) | Uvidíme se později.  |
| Mo laimé twa.                | Je t'aime.                                      | Miluji tě.           |
| Swinn-twa.                   | Soigne-toi. (Prends soin de toi.)               | Opatruj se           |
| Bonswa.                      | Bonsoir.                                        | Dobrý večer          |
| Bonswa. / Bonnwí.            | Bonne nuit.                                     | Dobrý večer          |

### Otčenáš v louisianské kreolštině
Pod tímto textem je uvedeno otčenáš v louisianské kreolštině, pro srovnání ve francouzštině a dále český překlad.

#### Louisiansko-kreolsky
Nouzòt Popá, ki dan syèl-la
Tokin nom, li sinkifyè,
N'ap spéré pou to
rwayomm arivé, é n'a fé ça
t'olé dan syèl ; paréy si la tèujr
Donné-nou jordi dipin tou yé jou,
é pardon nouzòt péshé paréy nou pardon
lê moun ki fé nouzòt sikombé tentasyon-la,
Mé délivré nou depi mal.

#### Francouzsky
Notre Père qui êtes aux cieux,
que votre nom soit sanctifié.
Que votre règne arrive ;
que votre volonté soit faite sur
la terre comme au ciel.
Donnez-nous aujourd'hui le pain
nécessaire à notre subsistance.
Remettez-nous nos dettes,
comme nous remettons les
leurs à ceux qui nous doivent.

Umístění státu Louisiana na mapě USA, kde se mluví louisianskou kreolštinou

Et ne nous induisez point en tentation,
mais délivrez-nous du mal.

#### Česky
Otče náš, jenž jsi na nebesích,
posvěť se jméno tvé,
přijď království tvé,
buď vůle tvá
jako v nebi, tak i na zemi.
Chléb náš vezdejší dej nám dnes
a odpusť nám naše viny,
jako i my odpouštíme našim viníkům
a neuveď nás v pokušení,
ale zbav (nebo: chraň) nás od zlého.